# 17806 Adolfborn
17806 Adolfborn (1998 FO73) là một tiểu hành tinh vành đai chính được phát hiện ngày 31 tháng 3 năm 1998, bởi P. Pravec ở Đài thiên văn Ondřejov.